# Os Flintstones em Viva Rock Vegas
The Flintstones in Viva Rock Vegas (bra/prt: Os Flintstones em Viva Rock Vegas) é um filme de comédia norte-americano de 2000 dirigido por Brian Levant, com roteiro de Jim Cash, Harry Elfont, Deborah Kaplan e Jack. Epps Jr.
É a prequela de The Flintstones de 1994 (também dirigido por Levant), sendo baseado na telessérie animada homônima produzida e exibida entre 1960 e 1966. O filme mostra os eventos antes das ambientações da série original e do primeiro filme, mostrando como Fred e Barney conheceram Wilma e Betty.
Nenhum membro do elenco principal original do primeiro filme de 1994 reprisou seu papel em Viva Rock Vegas. O filme é estrelado por Mark Addy substituindo John Goodman como Fred Flintstone, Stephen Baldwin substituindo Rick Moranis como Barney Rubble, Kristen Johnston substituindo Elizabeth Perkins como Wilma Slaghoople e Jane Krakowski substituindo Rosie O'Donnell como Betty O'Shale. O elenco de apoio contou com Joan Collins, Thomas Gibson, Harvey Korman e Alan Cumming em um papel duplo interpretando o alienígena Gazoo e Mick Jagged, uma paródia do cantor Mick Jagger.
O filme se tornou uma bomba de bilheteria, arrecadando apenas US$ 59,5 milhões mundialmente, contra seu orçamento de US$ 83 milhões. Assim como o seu predecessor, Os Flintstones em Viva Rock Vegas também recebeu avaliações críticas principalmente negativas.

## Enredo
Os jovens solteiros e melhores amigos Fred Flintstone e Barney Rubble recentemente se qualificaram como operadores de guindastes na Slate & Cia. Logo ao serem empregados, ambos desejam mulheres para se casarem e compartilharem suas vidas. Um pequeno alienígena verde chamado Gazoo, exilado na Terra por sua espécie, se oferece para ajudar, embora somente Fred e Barney possam vê-lo. Enquanto isso, Wilma Slaghoople quer viver uma vida normal e exercer atividades comuns, como jogar boliche, mas a sua rica e controladora mãe Pearl quer que ela se case com o dono de cassino chamado Chip Rockefeller; contrariada, Wilma foge com raiva para um Bronto King (um versão do Burger King da idade da pedra) em Bedrock. A garçonete Betty O'Shale a confunde com uma "sem-caverna", se oferecendo para dividir seu apartamento e lhe dá um emprego no local.
Fred e Barney, após chegarem como de costume na lanchonete, ficam apaixonados pelas garçonetes e as convidam para um passeio em um parque de diversões, com Fred inicialmente flertando Betty e Barney ficando com Wilma. Em uma atração de jogo de boliche, Fred faz um strike e recebe como prêmio um ovo de dinossauro que posteriormente se choca, nascendo um dinossauro bebê a qual ele batiza de "Dino". No entanto, ele não sente realmente uma atração com Betty, assim como Barney com Wilma, até que ambos os homens trocam de moças. Wilma convida seus novos amigos para a festa de aniversário de seu rico e velho pai, o coronel Slaghoople, onde Betty, Fred e Barney se surpreendem com sua riqueza. Fred pretende pedir Wilma em casamento, mas depois de conhecer o rico e egocêntrico Chip, o favorito de Pearl para se casar com sua filha, desiste após Chip o humilhar na frente de todos pelo seu modesto trabalho de operador de guindaste na Slate & Cia. Pearl não gosta dos três novos amigos de Wilma, mas o coronel Slaghoople os aceita simpaticamente ao ver que Wilma se sente feliz com eles; durante uma conversa em particular, o coronel dá a Wilma um valioso colar de pérolas que pertenceu a sua bisavó, enquanto Fred e Barney apreciam do farto jantar da festa.
Chip, percebendo que Wilma está atraída por Fred, falsamente parabeniza Fred por seu relacionamento com ela e pede desculpas pela humilhação que o fez passar; Chip convida Fred, Wilma, Barney e Betty para uma estadia em seu Hotel-Resort Rock Vegas como uma oferta de paz. No entanto, este é um plano de Chip encorajar Fred a fazer apostas no cassino, fazendo-o perder para Wilma abandoná-lo, enquanto Fred vê a oportunidade como uma chance de ganhar muito dinheiro e, deste modo, impressionar Wilma ainda mais, assim como faz Chip (que apesar de rico, não consegue impressioná-la). Chip e sua amante Roxie são visitados por dois gângsteres chamados Big Rocko e Little Rocko para cobrar uma quantia em dinheiro que Chip está devendo para mafiosos; Chip afirma aos capangas que casará falsamente com Wilma e, assim que tiver acesso à fortuna dos Slaghoople, irá pagar o que deve; os gângsteres então, através de seu chefe, dão um prazo até o casamento para Chip pagar a dívida com ameaças para Chip caso ele não consiga se casar com Wilma; Gazoo testemunha toda a conversa invisivelmente. Quando Barney tenta manter Fred longe das apostas, Chip envia Roxie para seduzir Barney para levá-lo à uma seção do hotel com um buffet de comida à vontade.
Chip mantém Fred apostando para fazê-lo distanciar de seus amigos. Betty vê Barney limpar um creme que ele havia acidentalmente derramado nos seios de Roxie e conclui que Barney está a traindo; o cantor do cassino Mick Jagged (ou Mick Jegue, no Brasil) encontra posteriormente Betty aos prantos e conforta a garota, levando-a para o seu camarim, enquanto Wilma termina com Fred por ele gastar cada vez mais tempo com apostas do que com ela. Após isso, Chip a avisa sobre supostos roubos no hotel e manipula escondido os caça-níqueis do cassino para fazer com que Fred perca todo seu dinheiro, antes de colocar sorrateiramente o colar de pérolas de Wilma no bolso de Fred e acusá-lo de ser o ladrão do hotel na frente de todos; Fred é preso pelos seguranças do hotel após esvaziar seu bolso à mando de Chip e encontrar o colar de Wilma nele. Quando Barney tenta defender Fred dizendo que seu amigo não faria tal coisa, Chip acusa Barney de ser o cúmplice de Fred e os policiais também o detém. Furiosa e acreditando que os dois realmente roubaram o seu colar, Wilma relutantemente "volta" para Chip.
Na prisão, Fred e Barney são visitados por Gazoo, que anteriormente havia espionado Chip. Gazoo revela que Chip está em dívida com a máfia e planeja quitar o que deve com a fortuna da família de Wilma após se casar com ela. Barney consegue passar pelas barras da cela, rouba as chaves do vigia que está dormindo e a destranca, libertando Fred junto. Disfarçados de dançarinas, os dois acidentalmente encontram o camarim de Mick Jagged; Barney diz a Betty que ele a ama e eles reatam seu namoro após Barney explicar o que Betty viu no buffet onde estava com Roxie; Barney posteriormente derrota Mick Jagged, após o cantor perceber que perdeu Betty para ele, numa briga que se segue.
Fred se disfarça de Mick Jagged na tentativa de se reconciliar com Wilma no palco. Enquanto isso, na platéia, Chip pede Wilma em casamento, mas ela se mantém em silêncio; Fred então entra no palco disfarçado de Jagged e canta brevemente para Wilma. Ele pede desculpas por seu comportamento antes de a pedir em casamento, a qual Wilma alegremente aceita, rejeitando Chip. Eles se casam na Capela do Amor de Rock Vegas, enquanto Big e Little Rocko fazem Chip pagar a dívida da maneira deles. Depois que o pastor os proclama marido e mulher, todos cantam "Meet the Flintstones". Quando Jagged canta "Viva Rock Vegas" em uma festa, Betty pega o buquê de Wilma e beija Barney. Os recém-casados, Fred e Wilma, vão embora com Dino e Gazoo e se despedem de seus amigos, familiares e até de Chip e Roxie, que agora se encontram algemados pela polícia.

## Elenco
- Mark Addy como Fred Flintstone
- Stephen Baldwin como Barney Rubble
- Kristen Johnston como Wilma Slaghoople
- Jane Krakowski como Betty O'Shale
- Joan Collins como Pearl Slaghoople
- Thomas Gibson como Chip Rockefeller
- Alan Cumming como o alien Gazoo e o cantor Mick Jegue
- Harvey Korman como Coronel Slaghoople
- Alex Meneses como Roxie
- Tony Longo como Grande Rocko
- Danny Woodburn como Pequeno Rocko
- John Taylor como Keith Rockhard
- Irwin Keyes como Joe Rockhead
- Taylor Negron como Gazaam e Gazing, os alienígenas que mandam Gazoo para a Terra
- Mel Blanc (via áudios de arquivo) como Dino; Blanc já emprestou sua voz para Barney, Dino e numerosos personagens da série original da televisão[carece de fontes?]
- William Hanna (aparição especial) como um dos personagens anônimos da multidão que cantam "Meet the Flintstones" durante o casamento de Fred e Wilma[carece de fontes?]
- Joseph Barbera (aparição especial) como um dos personagens anônimos da multidão que cantam "Meet the Flintstones" durante o casamento de Fred e Wilma[carece de fontes?]
- John Stephenson como o pastor da cerimônia de casamento de Fred e Wilma e o locutor da sala de exposições; Stephenson já havia dublado vários personagens secundários na série de animação original, mais notavelmente o Sr. Pedregulho e o Conde Rockula[carece de fontes?]
- Rosie O'Donnell dublou o enorme polvo que massageia Wilma e Betty[carece de fontes?]
- John Cho como o manobrista de estacionamento durante o aniversário do Coronel Slaghoople[carece de fontes?]
- Kristen Stewart como a menina que brinca na atração dos anéis gigantes no parque de diversões (ela é vista apenas de costas)[carece de fontes?]
- Jim Doughan como o confessor dos Dinossauros[carece de fontes?]

### Reaparições de atores do primeiro filme
Harvey Korman, que interpretou o pai de Wilma, o coronel Slaghoople, já havia participado de The Flintstones quando dublou o Pterofone; Korman também dublou Gazoo na série de televisão original. Jim Doughan, que apareceu em The Flintstones interpretando um garçom, reaparece atuando como o insistente confessor dos Dinossauros. Irwin Keyes foi o único ator que manteve o mesmo papel, tanto no primeiro filme quanto em Rock Vegas.
Jane Krakowski inicialmente relutou em aceitar interpretar Betty, alegando que ela "ofuscaria" a atuação de Rosie O'Donnell no primeiro filme. Krakowski acabou sendo encorajada pela própria O'Donnell a aceitar o papel depois de receber um buquê de flores com um pequeno cartão que dizia: "Da Betty #1 para a Betty #2, agora 'Yabba Dabba Do It'!". Rosie, por sua vez, emprestou sua voz para o enorme polvo que massageia Wilma e Betty no hotel.

## Trilha sonora
Ann-Margret, que estrelou como "Ann-Margrock" no episódio da série de quadrinhos "Ann-Margrock Presents", canta a música tema, que é uma versão ligeiramente reescrita da música-tema do filme Viva Las Vegas, de 1964.[carece de fontes?] Assim como no primeiro filme, o compositor David Newman ficou responsável pela trilha sonora instrumental.

## Lançamento

### Bilheteria
Os Flintstones em Viva Rock Vegas estreou nos cinemas norte-americanos em 28 de Abril de 2000 e ganhou US$ 10.518.435 em seu primeiro fim de semana; em seu segundo fim de semana, o filme conseguiu ficar em segundo lugar nas bilheterias do país atrás apenas de U-571 (que também foi distribuído pela Universal Pictures). O filme terminou seu circuito nos cinemas dos Estados Unidos em 17 de agosto de 2000, tendo arrecadado US$ 38.268.275 no mercado interno e mais US$ 24.200.000 no exterior, totalizando mundialmente US$ 59.468.275 de receita. Considerando seu orçamento de US$ 83 milhões, o filme se tornou um fracasso de bilheteria. O filme se tornou uma grande decepção comercial em comparação com o faturamento mundial de US$ 358,5 milhões de The Flintstones, em 1994.

### Crítica
Assim como seu antecessor, Viva Rock Vegas recebeu críticas de mistas para negativas. No agregador Rotten Tomatoes, o filme tem uma taxa de aprovação de 25%, com base em 72 avaliações, obtendo uma classificação média de 4/10. No Metacritic, o filme tem a pontuação 27/100, com base em 26 resenhas, indicando "resenhas geralmente desfavoráveis".

## Prêmios e indicações
O filme foi indicado para quatro prêmios Framboesa de Ouro em 2001 nas seguintes categorias:
- Pior filme (perdeu para Battlefield Earth)[carece de fontes?]
- Pior ator coadjuvante pela atuação de Stephen Baldwin como Barney (perdeu para Barry Pepper em Battlefield Earth)[carece de fontes?]
- Pior atriz coadjuvante pela atuação de Joan Collins como Pearl Slaghoople (perdeu para Kelly Preston também em Battlefield Earth)[carece de fontes?]
- Pior remake ou readaptação por ter se inspirado no clássico seriado The Flintstones (perdeu para Book of Shadows: Blair Witch 2)[carece de fontes?]